# La vida de Brian
La vida de Brian (títol original: Life of Brian) és una pel·lícula d'humor de l'any 1979, obra del grup britànic d'humoristes Monty Python. Brian és un home que neix a l'època de Jesús de Natzaret. Des d'aquest enfocament, trobem una crítica a la societat, i nombrosos paral·lelismes entre les vides de Brian i Jesucrist. Ha estat doblada al català.

## Argument
A l'estable veí de Jesús de Natzaret hi va néixer Brian Cohen (Cohen és el nom d'una classe de sacerdots a Israel).
Els reis mags d'Orient que segueixen l'estrella s'equivoquen i comencen a retre homenatge a Brian. La seva mare els acull molt desatentament i intenta plantar-los al carrer. El seu comportament canvia quan veu els regals preciosos (l'or, l'encens, la mirra) que els homes porten. Però els reis mags comprenen el seu error, agafen els regals i se'n van de l'estable per anar a retre homenatge al vertader messies.
A Brian i la seva mare, els agrada anar a les conferències (també el Sermó de la Muntanya) o a les lapidacions. Els dos viuen junts a la ciutat on troben malalts i captaires, com per exemple un exmalalt de la lepra que ha estat guarit per Jesús i que es troba desposseït del seu ofici.
Com la majoria de la població, Brian odia els ocupants romans. Guanya diners venent piscolabis a l'amfiteatre (en realitat òrgans de gladiadors morts recollits per la seva mare). Aquí es posa en contacte amb el «Front del Poble de Judea» i se'n fa membre, després d'haver passat, de manera burlesca, la prova de valor.
La primera missió de l'organització terrorista té per objectiu el segrest de la dona del governador Pilat. Però fracassen, ja que es barallen al palau de Pilat amb l'organització rival «L'Alliberament de Galilea» que exigeix nombroses víctimes. Brian, que era l'únic que vol una entesa entre grups, sobreviu. Fuig i es troba, després d'haver caigut d'una torre, en un OVNI. Aquest OVNI és perseguit després abatut per un altre i finalment s'estavella a l'indret on Brian havia embarcat.
Brian és llavors perseguit per la milícia romana. Intenta camuflar-se amb una barba postissa comprada al mercat. Però el venedor l'obliga a regatejar. Quan finalment el venedor es gira per fer el canvi, Brian s'escapa amb la barba i una cantimplora que el venedor li havia donat gratuïtament.
Succeeix al barri general secret del FPJ. Els seus col·legues, pensant que era mort, no se n'alegren de veure'l, ja que temen que el seu quarter general pugui ser descobert pels romans. Poc després, un oficial romà pica a la porta. El vell Mathias obre i mentre una vintena de soldats escorcolla el petit pis, Mathias comença una conversa sobre les diferents tortures romanes. Segons ell, la crucifixió és una de les més confortables, ja que s'hi a l'aire lliure.
Encara que els amagatalls dels homes del FPJ siguin ridículs, no són trobats pels soldats romans. Els soldats es van del lloc i Brian s'ha d'explicar, ja que el seu error ha permès als romans arribar al quarter general. Abans que una discussió es pugui desenvolupar els soldats tornen.
No troben, amb el mateix procediment que abans, més que una cullera de fusta.
Se'n van i tornen ràpidament, però el balcó on Brian s'amaga es trenca. Es troba llavors sobre la tribuna d'un orador boig amb qui ha xocat en la seva caiguda.
Brian comença a predicar per no ser descobert pels romans. Una massa de gent es reuneix per escoltar el que diu. Però després que els romans han marxat, deixa de parlar. La multitud irritada creu ara que Brian coneix la fórmula de la vida eterna. Brian, que intenta explicar que no sap res sobre aquesta fórmula, fuig per no ser importunat més per la massa. Però la multitud corre darrere de Brian i el segueix fins al desert, portant la cantimplora de Brian com una relíquia.
Aquí troba un vell home assegut en un forat cavat a la terra i s'hi ajunta per amagar-se. Brian li aixafa el peu i el vell comença a cridar. Els pelegrins del «messies» Brian el troben, li demanen signes i la benedicció.
Després d'una nit amb Judith, l'única dona del FPJ, masses encara més grans s'han ajuntat sota la finestra de Brian. Una situació estranya pren forma i finalment Brian, fugitiu, és detingut pels romans i condemnat a la crucifixió.
Segons la tradició, Pilat ha promès alliberar un condemnat i el poble va escollir Brian per ridiculitzar el governador una última vegada, sabent que aquest no sap pronunciar la R correctament.
Com Brian renega fort no sent aquesta bona notícia i el seu veí es fa passar per ell. Brian no és alliberat ni per la seva mare, ni pel FPJ ni per Judith, i serà un mort no desitjat, un màrtir.
La pel·lícula acaba amb la intervenció totalment ineficaç de l'esquadró kamikaze del Front del Poble Jueu amb la cançó «Always Look On The Bright Side Of Life» interpretada a cor pels crucificats.

## Repartiment
- Graham Chapman: Brian, el primer rei mag, Biggus Dickus, etc.
- John Cleese: El tercer rei mag, Reg, un oficial jueu a la lapidació, un centurió, etc.
- Terry Gilliam: Un revolucionari del comando emmascarat, un profeta, Geoffrey, etc.
- Eric Idle: Cheeky, Stan, Harry the Haggler, Otto, Frisbee, etc.
- Terry Jones:Mandy la mare de Brian, Colin, Simon, Bob Hoskins, etc.
- Michael Palin: Ponç Pilat, el segon rei mag, Nisus Wettus, etc.
- Spike Milligan: Spike
- Ken Colley: Jesús
- Carol Cleveland: Mrs. Gregory
- George Harrison: Papadopoulis

## Recepció
Al Regne Unit, els lectors de la revista Total Film la van classificar com la millor pel·lícula de comèdia de tots els temps;